# Centre de gestion de la fonction publique territoriale
Pour les articles homonymes, voir centre de gestion et CDG.
En France, les centres de gestion de la fonction publique territoriale (CDG) sont des établissements publics locaux à caractère administratif. Ils sont les partenaires des collectivités locales pour la gestion des carrières de leurs fonctionnaires.
Il existe en général un centre de gestion par département mais certains centres de gestions sont compétents pour plusieurs départements. C'est le cas notamment du Centre interdépartemental de gestion de la petite couronne de la région d’Île-de-France, qui intervient pour les Hauts-de-Seine, la Seine-Saint-Denis et le Val-de-Marne et du Centre interdépartemental de gestion de la Grande couronne de la région d'Île-de-France, qui intervient pour les départements Yvelines, Essonne et Val-d'Oise.
Les centres de gestion d'une même région ou d'une même zone géographique doivent confier à l'un d'entre eux, appelé « centre coordonnateur », certaines fonctions particulières. 
L’affiliation à ces centres est obligatoire pour les communes et groupements employant jusqu'à 350 agents, et facultative au-delà ainsi que pour les départements et les régions.

## Histoire
La loi no 84-53 du 26 janvier 1984 fixant le statut général de la fonction publique territoriale avait établi le principe d'une gestion de ces fonctionnaires par des centres de gestion fonctionnant à trois échelons différents : un centre national, des centres régionaux et des centres départementaux. Au lieu des centres départementaux, trois centres étaient prévus pour l'Île-de-France : un pour Paris, un pour la petite couronne et un pour la grande couronne. La loi no 84-594 sur la formation des agents de la fonction publique territoriale prévoyait en outre la création d'un centre national de formation de la fonction publique territoriale ainsi que de centres régionaux de formation. 
Toutefois, avant que ces différents organismes aient été constitués, une loi de 1987 en a réduit le nombre : 
- en confiant aux mêmes organismes aussi bien la gestion des fonctionnaires que leur formation ;
- en limitant les échelons à deux, le niveau national avec le Centre national de la fonction publique territoriale (CNFPT) qui gère l'Institut national des études territoriales et le niveau départemental avec les centres de gestion ;
- en supprimant le centre envisagé pour Paris, la Mairie de Paris gérant directement ses fonctionnaires.

La loi du 19 février 2007 a confié à certains centres de gestion une fonction de centre coordonnateur pour le compte de plusieurs centres départementaux. Ces centres de gestion doivent alors produire une charte pour s’organiser et désigner un centre de gestion qui deviendra « centre coordonnateur ». 
la loi du 6 août 2019 substitue des « schémas régionaux ou interrégionaux de coordination, de mutualisation et de spécialisation » aux chartes et facilite la fusion de centres pour constituer des centres interdépartementaux. 

## Missions
Les missions des centres de gestion sont fixées aux articles L.452-34 à L.452-48 du code général de la fonction publique. La loi fixe aux centres de gestion des missions obligatoires. Celles qui touchent les fonctionnaires de catégorie A (sauf catégorie A+) sont en général assurées par les centres coordonnateurs. Les autres actions menées par les centres de gestion sont facultatives et varient selon les départements. 

### Missions obligatoires
Les missions obligatoires sont financées par une cotisation à la charge des collectivités affiliées, assise sur la masse des rémunérations telles qu'elles apparaissent sur les états liquidatifs destinés à l'URSSAF.

#### Suivi des carrières des agents
Les centres de gestion (CDG), en vertu du code général de la fonction publique, sont chargés de la gestion des carrières. Ils gèrent l’ensemble des dossiers individuels de tous les fonctionnaires relevant des collectivités affiliées. Ils aident les collectivités à l’application des règles statutaires applicables aux fonctionnaires territoriaux. Ils font le suivi et la mise à jour des dossiers individuels ce qui leur permet de préparer les décisions administratives relatives au déroulement de la carrière de l’agent (avancement d’échelon, de grade, de notation).

#### Offres et demandes d'emploi
L’une des missions obligatoires est la gestion d’une bourse d’emploi. En effet, depuis la loi du 19 février 2007, ils ont une compétence générale d’information sur l’emploi public territorial. Cela permet de mettre en relation les recruteurs et les demandeurs d’emplois, ainsi cela facilite le recrutement et la mobilité des agents. Ils réceptionnent les déclarations de créations et de vacances d’emplois, qu’ils se chargent de publier. Ils gèrent des listes d’aptitudes des collectivités du département. Enfin, ils aident au recrutement. Selon le baromètre 2014-2017 des bourses de l’emploi des CDG le nombre d’annonces postées a progressé de 36,6 % sur ces 4 ans, pour atteindre 77 795 annonces en 2017. C’est un moyen pour les CDG de suivre l’évolution des besoins en ressources humaines par les collectivités. 

#### Organisation deconcourset d’examens
Les CDG de la fonction publique territoriale organisent les concours d'accès à la fonction publique territoriale, pour les cadres d’emplois de catégorie A, B et C, selon les besoins exprimés par les collectivités territoriales.

#### Fonctionnement desinstances paritaires
Les centres de gestion organisent les commissions administratives paritaires (CAP), y compris en formation de conseil de discipline, ainsi que les comités sociaux territoriaux (CST). Les commissions consultatives paritaires (CCP) pour les agents contractuels sont également organisées par les centres de gestion. 
Les instances paritaires sont des instances de dialogues social entre les représentants des collectivités et les représentants du personnel. 

#### Prise en charge des fonctionnaires privés d'emplois (sauf catégorie A+)
Les fonctionnaires territoriaux peuvent être momentanément privés d’emploi en raison d’une décharge de fonctions ou d’une suppression de leur emploi. Dans ce cas, le CDG accompagne le fonctionnaire dans sa démarche de retour à l’emploi et s'assure de sa recherche effective de poste. Le CDG assure en effet « la prise en charge des fonctionnaires momentanément privés d'emplois de catégories A, B et C » et ce, pour l'ensemble des employeurs territoriaux de leur ressort.
À ce titre et dans les trois mois suivant le début d'une prise en charge, le fonctionnaire concerné et le centre de gestion élaborent conjointement un projet personnalisé destiné à favoriser un retour à l'emploi. Ce projet fixe notamment les actions d'orientation, de formation et d'évaluation que l'agent est tenu de suivre. Les fonctionnaires déjà pris en charge à la date de publication la loi du 6 août 2019 et les centres de gestion disposent d’un délai de six mois à compter de cette même date pour élaborer conjointement le projet personnalisé de retour à l’emploi. Si le fonctionnaire ne respecte pas, de manière grave et répétée, les obligations découlant de ce projet, le centre de gestion peut mettre fin à la prise en charge du fonctionnaire. Ce dernier sera alors soit licencié, soit admis à la retraite.
Le législateur a révisé la dégressivité de la rémunération des fonctionnaires momentanément privés d’emploi. Désormais, la dégressivité intervient à partir de la deuxième année de la prise en charge. Le taux de dégressivité est de 10% chaque année de manière continue sans limite plancher Avant la loi du 6 août 2019, le législateur prévoyait une dégressivité de leur rémunération par tranche de 5% par an à compter de la troisième année de prise en charge et dans la limite de 50%.
Les fonctionnaires momentanément privés d’emploi peuvent être amenés à exercer des missions temporaires. Dans ce cas, ils perçoivent pendant l’accomplissement de ces missions la totalité de la rémunération correspondant à l’indice détenu dans leur grade.

#### Reclassement des fonctionnaires reconnus inaptes (sauf catégorie A+)
Les CDG ont à leur charge le reclassement des fonctionnaires reconnus inaptes. L’arrêt du Conseil d’État du 2 octobre 2002 en a fait un principe général du droit. Il s’agit d’agents titulaires de la fonction publique, qui à la suite d'une altération de leur état physique, ne peuvent plus exercer leurs fonctions. Cette inaptitude physique provisoire ou définitive doit être appréciée en fonction du poste occupé. La reconnaissance de cette inaptitude physique fait suite à un avis du comité médical à l’issue d’un congés maladie ou de la commission de réforme si la collectivité employeur se refuse à reconnaitre que cette inaptitude est imputable au service. Dans un premier temps, il doit être recherché un aménagement de leur poste de travail, cependant s’il est impossible il faut envisager d’un reclassement professionnel. En dernier ressort s’il y a impossibilité de reclassement l’employeur devra démontrer l’incapacité de procéder à un reclassement pour radier le fonctionnaire. De plus, le décret du 30 septembre 1985, modifiée par le décret du 5 mars 2019 prévoit que :
- L’affectation à un autre emploi de son grade doit être prononcée sur proposition du CNFPT ou du CDG par l’autorité territoriale ;
- L'autorité territoriale, le président du CNFPT ou le président du CDG peuvent proposer une période de préparation au reclassement (PPR), qui sera défini par voie de convention conjointement avec l’agent.

#### Rapport social unique et base de données sociales
Chaque collectivité est tenue d'élaborer un document appelé initialement « rapport sur l’état de la collectivité » (REC) et appelé couramment bilan social. Par le décret du 30 novembre 2020, à partir du 1er janvier 2021, le REC est devenu le Rapport social unique (RSU). En application de l’article 5 de la loi du 6 août 2019, le décret du 30 novembre 2020 fixe les conditions et modalités de mise en œuvre du RSU. C’est un outil de référencement qui permet d’améliorer la connaissance de la fonction publique territoriale pour les CDG. L’ensemble des indicateurs est fixé par un arrêté du 12 août 2019. Ce rapport rassemble les données relatives à une collectivité : les effectifs, l’absentéisme, le temps de travail, la rémunération, les conditions de travail, la formation, et les droits sociaux. Les CDG aident à la saisie des données, grâce à l’extraction des données transmis lors de la déclaration N4DS il y a un pré-remplissage du bilan social. Les CDG effectuent un contrôle de cohérence de l’ensemble des données saisies, et enfin ils effectuent une synthèse du bilan social. Cet outil permet de faciliter la gestion des ressources humaines pour les collectivités.

### Quelques exemples des missions facultatives des centres de gestion
- Service d'aide à l'archivage
- Formation des élus
- Publication et diffusion de l’information
- Audit et conseil en organisation des services
- Assurance des collectivités
- Médecine du travail et conseil en hygiène et sécurité
- Retraite
- Service de remplacement
- Instruction du droit des sols
- Enquête administrative
- Coaching du personnel

Les missions optionnelles sont financées soit par une cotisation additionnelle, soit dans le cadre d'un conventionnement.

## Le fonctionnement du centre coordonnateur
La loi du 19 février 2007 prévoit que les centres de gestion à l’échelon régional ou interrégional ont obligation de produire une charte pour s’organiser. Grâce à cette charte, les centres de gestion désignent un centre de gestion qui deviendra « centre coordonnateur ». Cette charte comprend également la détermination des missions que les autres centres de gestion souhaitent gérer en commun. Par exemple, il est obligatoire de faire figurer les missions qui concernent les agents relevant de la catégorie A comme l’organisation des concours et des examens professionnels, la publicité des créations et vacances d’emplois, la prise en charge des fonctionnaires privés d’emplois ou le reclassement des fonctionnaires devenus inaptes.
Si les centres de gestion n’arrivent pas à trouver un accord, le centre départemental de gestion qui est chef-lieu de la région deviendra alors le centre coordinateur puis devra seulement exercer les missions comprises dans le socle minimum de compétence.
Il existe une exception pour les centres de gestion des régions d’outre-mer puisqu’elles sont monodépartementales, pour Mayotte qui est une collectivité départementale sui generis ainsi que pour les centres de gestion de la région parisienne puisqu’ils sont déjà organisés au niveau interdépartemental.
La loi du 19 février 2007 a également modifié la loi du 26 janvier 1984 puisqu’il devient possible pour les centres de gestion de conclure des conventions afin de prendre en charge des missions non couvertes par la Charte. Seuls quelques centres peuvent participer à ces conventions s’ils estiment vouloir une coopération interrégionale ou interdépartementale bien plus poussée.
Avec la loi du 6 août 2019, la fusion des centres départementaux de gestion en un centre interdépartemental unique est simplifiée. Cette fusion se met en œuvre grâce à des « schémas régionaux ou interrégionaux de coordination, de mutualisation et de spécialisation » qui remplacent aujourd’hui les chartes de coordination.  Ces schémas régionaux posent la liste des missions que les centres de gestion exercent tout en précisant les modalités d’exercice.
La loi du 6 août 2019 reprécise que les centres départementaux de gestion limitrophes ou de collectivités régies par les articles 73 et 74 de la Constitution situées dans la même zone géographique peuvent décider par une délibération commune des conseils d’administration puis après l’avis de leurs comités sociaux territoriaux de créer un centre interdépartemental unique qui est alors compétent sur le territoire des centres de gestion auxquels il se substitue et aussi pour assurer la coordination des centres relevant de régions différentes. Sont nécessairement affiliés à ces centres interdépartementaux de gestion les communes des départements concernés ainsi que les établissements publics remplissant les conditions d’affiliation obligatoire.